# Expédition 19 (ISS)
Insigne de la mission
Équipage de l'expédition 19
Chronologie
Expédition 18 Expédition 20
Expédition 19 est la 19e expédition vers la Station spatiale internationale (ISS).

## Équipage
| Fonction           | Équipage                              |
| ------------------ | ------------------------------------- |
| Commandant         | Gennady Padalka, RSA 3e vol spatial   |
| Ingénieur de vol 1 | Michael Barratt, NASA 1er vol spatial |
| Ingénieur de vol 2 | Koichi Wakata, JAXA 3e vol spatial    |

## Anecdote
Deux des trois membres de l'Expédition 19, Koichi Wakata et Guennadi Padalka, ont lancé le compte à rebours des 15 minutes pour le télévote du Concours Eurovision de la chanson 2009.